# Полєщук Антон Сергійович
Антон Сергійович Полєщук (рос. Антон Сергеевич Полещук; 21 лютого 1987, м. Сургут, Росія) — російський хокеїст, захисник.
Вихованець хокейної школи «Олімпієць» (Сургут). Виступав за ХК МВД, «Молот-Прикам'я» (Перм), «Металург» (Магнітогорськ), «Хімік» (Воскресенськ), «Газовик» (Тюмень), «Торос» (Нефтекамськ), «Южний Урал» (Орськ), «Амур» (Хабаровськ), «Адмірал» (Владивосток), «Авангард» (Омськ), «Супутник» (Нижній Тагіл), «Торпедо» (Усть-Каменогорськ), «Нафтовик» (Альметьєвськ), «Іртиш» (Павлодар), Хай1.
У складі юніорської збірної Росії учасник чемпіонату світу 2005.

## Досягнення
- Чемпіон Росії (2007)
- Чемпіон ВХЛ (2012).